# Hebeloma mediorufum
Hebeloma mediorufum là một loài nấm ở Hymenogastraceae.